# شهرک خارجی‌نشین
شهرک خارجی‌نشین (به ژاپنی: 外国人居留地 Gaikokujin kyoryūchi)، یک منطقه ویژه در یک بندر پیمانی بود که توسط دولت ژاپن در نیمه دوم قرن نوزدهم تعیین شد تا به خارجی‌ها اجازه زندگی و کار بدهد.
پس از بازدیدهای متیو سی. پری در ۱۸۵۳ و ۱۸۵۴، ژاپن وارد دوره انتقال سریع اجتماعی و اقتصادی از یک جامعه بسته و فئودالیستی به یک دولت ملی تجاری بازتر و مدرن شد. ژاپن اولین بار پس از امضای عهدنامه کاناگاوا با ایالات متحده در سال ۱۸۵۴، دو بندر را برای اجازه تجارت خارجی، شیمودا، شیزوئوکا و هاکوداته افتتاح کرد. سپس پنج بندر دیگر را در معاهده تعیین کرد. ۱۸۵۸ با امضای عهدنامه دوستی و تجارت بین ایالات متحده آمریکا و ژاپن ،بندر یوکوهاما، بندر کوبه، ناگاساکی، اوساکا، و نیگاتا نیز اضافه شد.
قراردادهای تجاری امضا شده با ایالات متحده به سرعت با قراردادهای مشابه با بریتانیا، هلند، روسیه و فرانسه دنبال شد. بندرها اجازه فراسرزمینی قانونی را برای شهروندان کشورهای معاهده می‌داد.